# Morada Nova (Marabá)
Praça central da Morada Nova, no entroncamento das rodovias BR-222 e PA-150, em 2010.
Morada Nova, ou oficialmente Paraguatins, é um núcleo urbano do município de Marabá, sendo um dos seis componentes do distrito-sede marabaense. No ano de 2000, a prefeitura de Marabá estimou sua população em 6877 habitantes. Dentre os núcleos urbanos do município, é o que se localiza mais distante da centralidade geo-econômica da cidade de Marabá.
É uma das áreas de ocupação mais recente da cidade, tendo esta iniciada na década de 1970. O plano diretor de 2006 o definiu como distrito. Porém, a revisão do plano diretor de 2018 o estabeleceu como núcleo urbano.
Apropria-se do nome do bairro homônimo (Morada Nova), que é o mais importante centro comercial do núcleo.

## Etimologia
O nome "Paraguatins" vem da fusão dos topônimos Pará, Araguaia e Tocantins. Não há um significado próprio, mas grosso modo pode ser entendido como "ave do grande rio sinuoso".

## Histórico
A área onde hoje localiza-se a Morada Nova era até meados da década de 1960 território dos povos Gavião. Os Gavião eram um povo muito aguerrido e hostil ao contato com o colonizador. Este fato repeliu as tentativas de maior penetração nos territórios indígenas e afastou a presença do colonizador que habitava a região (a Velha Marabá fica a aproximadamente 18 km de distância em linha reta) desde os fins do século XIX.

### Abertura da PA-70
Em 1969 o governo estadual inaugura a primeira rodovia de integração do sudeste do Pará, a PA-70. Esta ligava a Belém-Brasília ao bairro de São Félix I, em  Marabá. A PA-70 (atual BR-222) cortou ao meio, os até então intransponíveis territórios dos Gavião. Os povos Gavião fugiram das áreas próximas à rodovia, permitindo o avanço colonizador.
Com a abertura da rodovia, os primeiros colonos começaram a estabelecer-se na região da Morada Nova, e em pouco tempo esta área já encontrava-se relativamente ocupada. Os colonos faziam pequenos cultivos agrícolas e também ocupavam-se da criação de reses.
Em 1973 é estabelecido o vilarejo Morada Nova na altura do Km 12 da rodovia PA-70 (sentido Ponte Mista de Marabá - Terra Indígena Mãe Maria). Em pouco tempo instalam-se madeireiras e serrarias, que viriam a formar o primeiro parque industrial de Morada Nova, além da atividade madeireira ser motor do primeiro ciclo econômico do núcleo. O ciclo da madeira o fez explodir demograficamente onde, durante cinco anos, entre 1975 e 1980, foi a segunda área mais populosa de Marabá, concentrado aproximadamente 12 mil habitantes.
Entre o final da década de 1970 e o início da década de 1980, a comunidade passa a lutar pelo direito a reforma agrária, inserido no contexto de luta da abertura política e das Diretas Já, mostrando um forte grau de organização comunitária contra o autoritarismo da ditadura militar brasileira. Destaca-se a formação de fortes lideranças populares e um especial engajamento de setores intelectuais na luta, como Maria Virgínia Barros de Mattos, Noé von Atzingen, Paulo Fonteles e Gabriel Sales Pimenta.

### Pecuária e PA-150

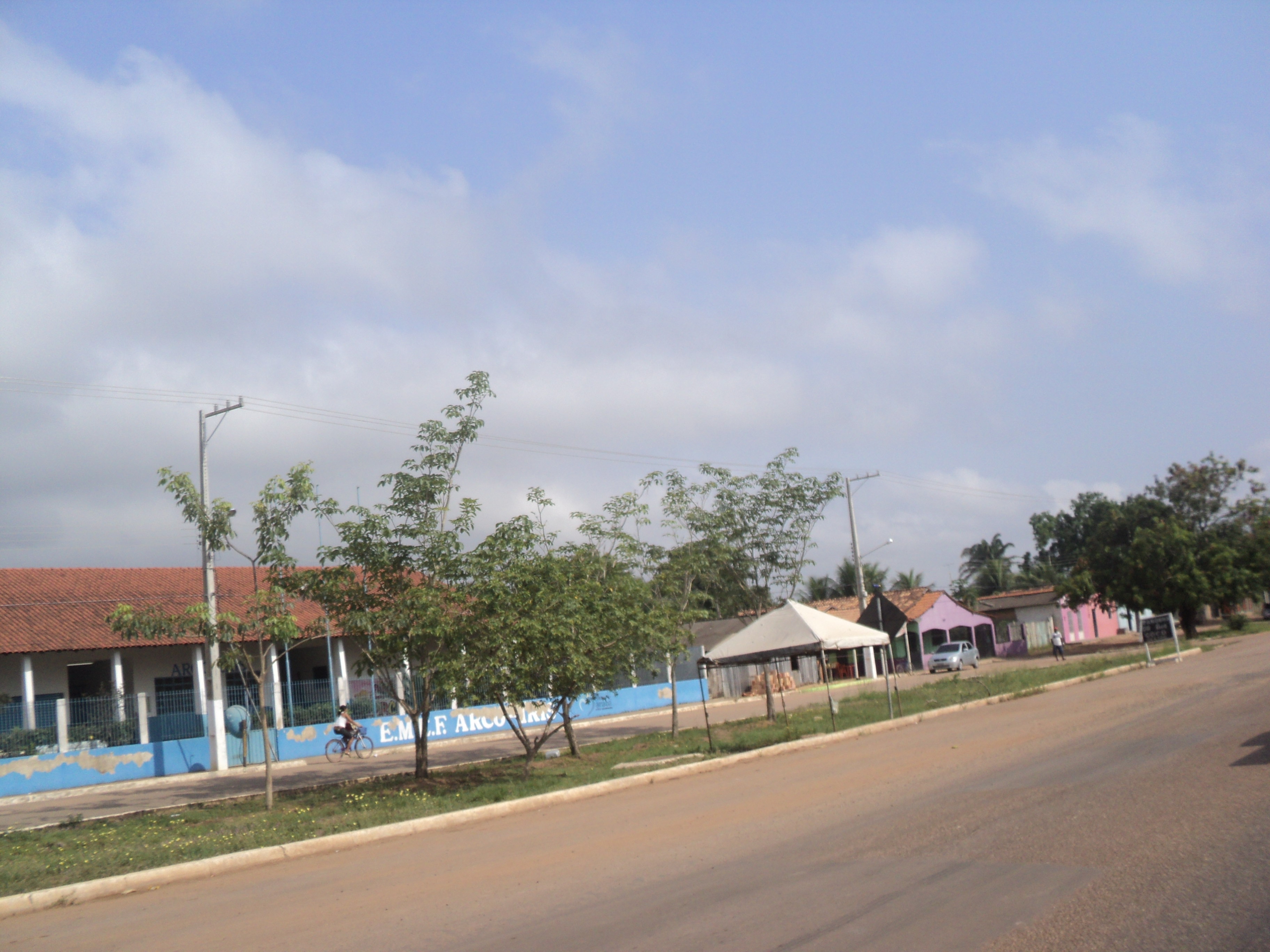
Escola Arco Íris no bairro Onze, em 2010

Na década de 1980 a pecuária ganha projeção como atividade econômica em Morada Nova, que ainda era considerado um vilarejo de Marabá. Surge neste mesmo período a ocupação do atual bairro do Onze (à época, vila do Km 11).
Em 1985 é inaugurado o primeiro trecho da rodovia Paulo Fontelles (PA-150), sendo esta ligada à PA-70, constituindo assim um entroncamento rodoviário na Morada Nova. A formação do entroncamento rodoviário beneficiou comercialmente o futuro núcleo, que passou a servir como um entreposto para a região.

### Atualidade
No início da década de 1990 as atividades madeireiras perderam força na Morada Nova, dando lugar às atividades agropecuárias e comerciais.
Em meados da década de 1990 a Morada Nova é ligada ao restante da cidade por linhas regulares de transporte público (ônibus coletivo). Em 1998 a prefeitura de Marabá passa a reconhecer informalmente a Morada Nova como um "núcleo urbano".
Na década de 1990 é iniciada a ocupação na área do entorno da Escola Estadual Dr. Gabriel Sales Pimenta, à margem direita da PA-150. Era denominada popularmente como "Invasão da Eletronorte", recebendo posteriormente o nome de "Gabriel Pimenta".
Em 2006, pela primeira vez a Morada Nova é oficialmente reconhecida como um distrito urbano de Marabá, recebendo a definição de "distrito de expansão", compartilhando a mesma condição com o núcleo de São Félix.
Desde 2008 surgiram empreendimentos particulares e públicos, que permitiram a expansão da grade urbana do núcleo.
Em 2018 a Morada Nova é classificada, na revisão do Plano Diretor, como um dos núcleos do distrito-sede municipal.

## Grade urbana

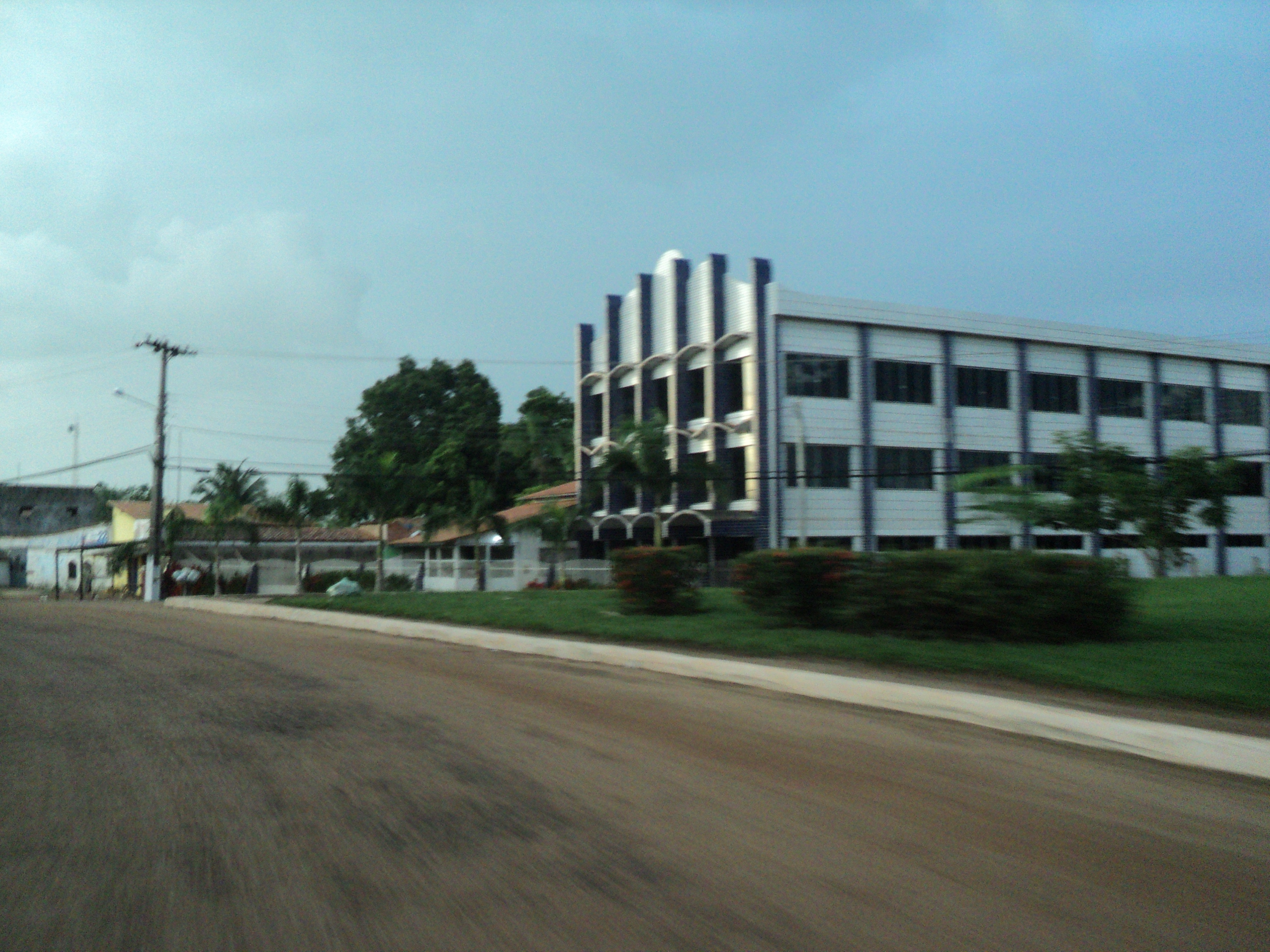
Rodovia BR-222 e Igreja Assembleia de Deus, templo Central da Morada Nova, em 2012.

Além da excelente localização do ponto de vista rodoviário, contribuíram para o crescimento demográfico do núcleo a não vulnerabilidade deste em relação às enchentes que atingem Marabá, e pelo parcelamento das ruas, em quadrícula.
Com a conversão da Morada Nova em um núcleo (anteriormente um distrito), na revisão do Plano Diretor, houve a definição de três áreas de ocupação distintas:
1. área em consolidação;
2. área de recuperação e qualificação;
3. área de expansão.

### Área em consolidação: zona mista residencial e comercial
A área em consolidação do núcleo é composta pelo bairros de ocupação mais antiga, e por consequência, detentores de melhor infraestrutura, são estes: Morada Nova (homônimo) e Onze.
O bairro da Morada Nova cumpre a função de centro comercial e administrativo do núcleo, principalmente ao longo das rodovias BR-222 e PA-150 e da Vicinal PA Murumuru.

### Área de recuperação e qualificação: periferias
A área periférica da Morada Nova corresponde a zona de ocupação espontânea recente, aglomerada nas bordas das áreas em consolidação, caracterizadas como território em processo de recuperação e qualificação. É composta pelos bairros Gabriel Pimenta (nome dado em homenagem ao advogado Gabriel Sales Pimenta), Jardim Coelhão, Resende e Nativa.

### Área de expansão: subúrbios planejados
A área de expansão do núcleo, é composta pelos seguintes bairros: Jardim do Éden e Tiradentes. Ambos são bairros planejados, construídos no seio do programa habitacional Minha Casa, Minha Vida.